# Atriplex recurva
Atriplex recurva är en amarantväxtart som beskrevs av D'urv. Atriplex recurva ingår i släktet fetmållor, och familjen amarantväxter. Inga underarter finns listade i Catalogue of Life.